# Zakład opiekuńczo-leczniczy
Zakład opiekuńczo-leczniczy – zakład leczniczy podmiotu leczniczego albo jednostka organizacyjna przedsiębiorstwa, która udziela stacjonarnie i całodobowo usług medycznych obejmujących długoterminową opiekę medyczną oraz pielęgnację pacjentów, którzy nie wymagają hospitalizacji. Zakłady opiekuńczo-lecznicze powinny dysponować pomieszczeniami dostosowanymi do potrzeb osób niepełnosprawnych, oferować rozwiązania dietetyczne zgodne z zapotrzebowaniem i stanem zdrowia podopiecznych, a także zapewniać produkty lecznicze oraz wyroby medyczne. Celem działalności ZOL jest przywrócenie pacjentowi możliwie jak największej sprawności fizycznej oraz psychicznej, co w przyszłości pozwoli mu na samodzielne funkcjonowanie w warunkach domowych. Zakład opiekuńczo-leczniczy zapewnia pielęgnację oraz rehabilitację w zakresie podstawowym. Lekarze dyżurują w dzień, w razie potrzeby wzywani są na oddział również w godzinach nocnych. Przez całą dobę zapewniona jest pomoc pielęgniarska.

## Kwalifikacja
Do zakładu opiekuńczo-leczniczego kwalifikują się osoby, które mają zakończony proces leczenia, są w pełni zdiagnozowane, nie wymagają hospitalizacji, a jednocześnie ich stan zdrowia nie pozwala na samodzielne funkcjonowanie. W procesie kwalifikacji niezbędna jest dokumentacja obejmująca skierowanie do zakładu opiekuńczo-leczniczego (skierowanie takie wystawia lekarz pierwszego kontaktu lub lekarz prowadzący ze szpitala) oraz wywiad pielęgniarki środowiskowej. Ocena stanu zdrowia pacjenta w skali Barthel nie może przekroczyć 40 punktów. Do zakładu opiekuńczo-leczniczego nie kwalifikują się pacjenci ze stwierdzoną chorobą nowotworową, pacjenci z poważnymi zaburzeniami psychicznymi oraz pacjenci, których ocena stanu zdrowia w skali Barthel przekracza 40 punktów.

## Finansowanie
Pobyt w zakładzie opiekuńczo-leczniczym jest współfinansowany ze środków NFZ. 70% kwoty należnej za miesięczny pobyt w ZOL pochodzi ze środków pacjenta np. świadczeń emerytalno-rentowych, przy czym kwota ta nie może przekroczyć 250% minimalnej wartości świadczenia.